# Apalochlamys spectabilis
Apalochlamys es un género monotípico de plantas con flores perteneciente a la familia de las asteráceas. Su única especie es Apalochlamys spectabilis, es originaria de Australia.

## Descripción
Es una hierba erecta bienal, que alcanza un tamaño de 1-2 m de altura, aromática, con pelos glandulares y no glandulares; tallos que no se ramifican sobre la base, tomentoso. Las hojas son lanceoladas a oblongas, por lo general de 6-10 cm de largo, 15-25 mm de ancho, los márgenes de frecuencia ± crenados, superficie superior verde y glandular pubescente, tomentoso el envés blanquecino.
La inflorescencia es piramidal, de 15-40 cm de largo, muy ramificada, con ramillas de hojas colgantes, cabezas sésiles, de 4 mm de largo, brácteas involucrales de color pardo dorado, glabras. Floretes 4-16, corola de 2.5-3 mm de largo, de color amarillento. Los frutos son aquenios de 0,7 mm de largo, cilíndricos, 4-7 nervados, marrones y glabros; vilano con 12-18 cerdas, de 2,5 mm de largo.

## Distribución y hábitat
Crecen en las dunas y suelos arenosos cercanos al mar, a menudo en sitios perturbados, sobre todo en los distritos de Cabo Howell en Nueva Gales del Sur.

## Taxonomía
Apalochlamys spectabilis fue descrita por (Labill.) Steud.   y publicado en Muelleria 1: 160. 1967.
Sinonimia
- Apalochlamys billardierei DC.
- Apalochlamys endlicheri DC.
- Apalochlamys kerrii DC.
- Apalochlamys spectabilis (Labill.) J.H.Willis
- Calea spectabilis Labill. basónimo
- Cassinia spathulata Endl. ex Steud.
- Cassinia spectabilis (Labill.) R.Br.